# Лебедине озеро (фільм)
«Лебедине озеро» (рос. «Лебединое озеро») — російський радянський повнометражний кольоровий широкоформатний художній фільм-балет, поставлений на кіностудії «Ленфільм» в 1968 році режисерами Аполлінарієм Дудком та Костянтином Сергеєвим. Екранізація однойменного балету П. І. Чайковського. Гран-прі V МКФ балетних фільмів в Генуї (1969).

## Зміст
Кіноверсія одного з найвідоміших творів Петра Чайковського. Безсмертна балетна постановка про одвічне протистояння добра і зла.

## Ролі
- Олена Євтєєва — Одетта і Оділлія
- Джон Марковський — принц Зігфрід
- Махмуд Есамбаєв — Ротбарт, злий чарівник
- Валерій Панов — Шут
- Ангеліна Кабарова — Можновладні принцеса, мати принца Зігфріда
- Віктор Рязанов — наставник принца
- У фільмі брали участь артисти балету Ленінградського державного академічного театру опери та балету імені С. М. Кірова та учні Ленінградського хореографічного училища ім. А. Я. Ваганової

## Музиканти
- Оркестр Ленінградського державного академічного театру опери та балету імені С. М. Кірова
- Диригент — Віктор Федотов

## Знімальна група
- Композитор — Петро Ілліч Чайковський
- Сценарій — Ісаак Гликман, Аполлінарій Дудко, Костянтин Сергеєв
- Хореаграфія — Маріуса Петіпа, Льва Іванова, Костянтина Сергеєва
- Постановка — Аполлінарія Дудко, Костянтина Сергеєва
- Головний оператор — Анатолій Назаров
- Художники — Віктор Волін, Борис Биков
- Художник по костюмах — Марина Азізян
- Звукооператор — Володимир Яковлєв
- Режисер — Анна Тубеншляк
- Монтажер — Ізольда Головко
- Редактор — Всеволод Шварц
- Оператори — Костянтин Соловйов, В. Амосенко, Микола Строганов
- Художники-декоратори — Віктор Слоневський, Е. Якуба
- Художники-гримери — Р. Кравченко, Б. Соловйов
- Асистенти:
режисера — Ольга Баранова
оператора — А. Ярошевський
звукооператора — Ася Звєрєва
- Комбіновані зйомки:
Оператори — Олександр Зав'ялов, Георгій Сенотов
Художник — Борис Михайлов
- Директор фільму — Петро Свиридов

## Призи
- 1969 — «Золота орхідея» — Гран-прі V МКФ балетних фільмів в Генуї (Італія)

## Видання на відео
- Цей фільм-балет неодноразово видавався на VHS та DVD. Один з останніх випусків на DVD: 2008 рік, фірма «Крупний план».